# Astana Fýtbol Klýby 2015
Questa voce raccoglie le informazioni riguardanti l'FC Astana nelle competizioni ufficiali della stagione 2015.

## Maglie e sponsor
Per la stagione 2015, il fornitore tecnico è Adidas, mentre lo sponsor ufficiale è Samruk-Kazyna.
| 1ª divisa | 2ª divisa |

## Rosa
| N. |                                 | Ruolo | Calciatore           |
| -- | ------------------------------- | ----- | -------------------- |
| 1  | Kazakistan (bandiera)           | P     | Nenad Erić ()        |
| 2  | Kazakistan (bandiera)           | D     | Eldos Axmetov        |
| 3  | Danimarca (bandiera)            | D     | Kasper Larsen        |
| 5  | Bosnia ed Erzegovina (bandiera) | D     | Marin Aničić         |
| 6  | Serbia (bandiera)               | C     | Nemanja Maksimović   |
| 7  | Kazakistan (bandiera)           | C     | Ulan Qonısbayev      |
| 8  | Kazakistan (bandiera)           | C     | Georgïý Jwkov        |
| 9  | Kazakistan (bandiera)           | A     | Alekseý Şçetkïn      |
| 10 | Rep. Centrafricana (bandiera)   | C     | Foxi Kéthévoama      |
| 11 | Kazakistan (bandiera)           | C     | Serikjan Mujïqov     |
| 12 | Kazakistan (bandiera)           | D     | Ïgor' Pïkalkïn       |
| 13 | Kazakistan (bandiera)           | D     | Berïk Şaïxov         |
| 14 | Kazakistan (bandiera)           | C     | Ardak Saulet         |
| 15 | Kazakistan (bandiera)           | D     | Abzal Beýsebekov     |
| 16 | Kazakistan (bandiera)           | C     | Vladislav Mendybayev |
| 17 | Kazakistan (bandiera)           | A     | Tañat Nöserbayev     |

| N. |                         | Ruolo | Calciatore           |
| -- | ----------------------- | ----- | -------------------- |
| 18 | Kazakistan (bandiera)   | C     | Rinat Khayrullin     |
| 19 | Kazakistan (bandiera)   | C     | Alexey Rodionov      |
| 20 | Kazakistan (bandiera)   | C     | Jaqıp Qojamberdı     |
| 21 | Kazakistan (bandiera)   | A     | Sergeý Ostapenko     |
| 22 | Kazakistan (bandiera)   | A     | Bawırjan Jolşïyev    |
| 23 | Ghana (bandiera)        | A     | Patrick Twumasi      |
| 24 | Ucraina (bandiera)      | C     | Denys Dedečko        |
| 25 | Kazakistan (bandiera)   | A     | Toqtar Janğılışbaý   |
| 28 | Kazakistan (bandiera)   | D     | Bïrjan Kwl'bekov     |
| 33 | Slovenia (bandiera)     | D     | Branko Ilič          |
| 40 | Kazakistan (bandiera)   | P     | Mïxaïl Golwbnïchïý   |
| 44 | Kazakistan (bandiera)   | D     | Evgenij Postnikov    |
| 77 | Kazakistan (bandiera)   | D     | Dmïtrïý Şomko        |
| 85 | Kazakistan (bandiera)   | P     | Vladïmïr Logïnovskïý |
| 88 | Colombia (bandiera)     | C     | Roger Cañas          |
| 89 | RD del Congo (bandiera) | A     | Junior Kabananga     |

## Calciomercato

### Sessione invernale
| Acquisti | Acquisti           | Acquisti          | Acquisti   |
| R.       | Nome               | da                | Modalità   |
| -------- | ------------------ | ----------------- | ---------- |
| P        | Mïxaïl Golwbnïchïý | Ertis             | definitivo |
| D        | Kasper Larsen      | Odense            | prestito   |
| D        | Berïk Şaïxov       | Astana            | definitivo |
| C        | Ulan Qonısbayev    | Shahter Qaraǵandy | definitivo |
| C        | Nemanja Maksimović | Domžale           | definitivo |
| C        | Alexey Rodionov    | Atyrau            | definitivo |
| A        | Sergeý Ostapenko   | Qaisar            | definitivo |
| A        | Alekseý Şçetkïn    | Taraz             | definitivo |
| A        | Patrick Twumasi    | Spartaks Jūrmala  | definitivo |
| A        | Toqtar Janğılışbaý | Shahter Qaraǵandy | definitivo |

| Cessioni | Cessioni           | Cessioni           | Cessioni      |
| R.       | Nome               | a                  | Modalità      |
| -------- | ------------------ | ------------------ | ------------- |
| P        | Denis Tolebayev    | Ertis              | definitivo    |
| D        | Viktor Dmitrenko   | Aqtöbe             | definitivo    |
| D        | Evgenïý Goryaçïý   | Oqjetpes           | definitivo    |
| D        | Qairat Nūrdäuletov | Qaisar             | definitivo    |
| C        | Guy Essame         | Atyrau             | fine prestito |
| C        | Rinat Khairullin   | Jetisý             | prestito      |
| C        | Serikjan Mujïqov   | Qaisar             | definitivo    |
| C        | Marat Shakhmetov   | Jetisý             | definitivo    |
| C        | Azat Smagulov      |                    | svincolato    |
| A        | Damir Kojašević    | Lokomotiv Tashkent | prestito      |
| A        | Atanas Kurdov      |                    | svincolato    |

### Sessione estiva
| Acquisti | Acquisti         | Acquisti           | Acquisti      |
| R.       | Nome             | da                 | Modalità      |
| -------- | ---------------- | ------------------ | ------------- |
| D        | Branko Ilič      | Partizan           | definitivo    |
| C        | Denys Dedečko    | Vorskla            | definitivo    |
| C        | Rinat Khayrullin | Jetisý             | fine prestito |
| C        | Serikjan Mujïqov | Qaisar             | definitivo    |
| C        | Jaqıp Qojamberdı | Taraz              | definitivo    |
| A        | Junior Kabananga | Cercle Bruges      | definitivo    |
| A        | Damir Kojašević  | Lokomotiv Tashkent | fine prestito |

| Cessioni | Cessioni           | Cessioni          | Cessioni      |
| R.       | Nome               | a                 | Modalità      |
| -------- | ------------------ | ----------------- | ------------- |
| D        | Kasper Larsen      | Odense            | fine prestito |
| D        | Berïk Şaïxov       | Ertis             | prestito      |
| C        | Ulan Qonısbayev    | Qairat            | prestito      |
| A        | Toqtar Janğılışbaý | Qairat            | prestito      |
| A        | Damir Kojašević    | Mladost Podgorica | definitivo    |

## Risultati

### Prem'er Ligasy

#### Girone d'andata
| Arbitro: | Alyev (Almaty) |

|                       |           |  |
| Cañas 37’ Twumasi 59’ | Marcatori |  |

| Arbitro: | Kholmatov (Qyzylorda) |

|  |           |                                             |
|  | Marcatori | 15’ (rig.) Cañas 49’ Twumasi 55’ Maksimović |

| Arbitro: | Aleshin (Pavlodar) |

|                          |           |              |
| Maksimović 31’ Cañas 76’ | Marcatori | 44’ Topčagić |

| Arbitro: | Rakhimbayev (Almaty) |

|              |           |                      |
| Baýjanov 63’ | Marcatori | 56’ (aut.) Grigor'ev |

| Astana 5 aprile 2015, ore 16:00 UTC+6 5ª giornata | Astana              | 0 – 0 referto | Aqtöbe | Astana Arena (3 000 spett.)\| Arbitro: \| Chesnokov (Öskemen) \| |
| Arbitro:                                          | Chesnokov (Öskemen) |               |        |                                                                  |

| Arbitro: | Kuchin (Karaganda) |

|                           |           |  |
| Pyščur 28’ Serhijenko 68’ | Marcatori |  |

| Arbitro: | Antonov (Pavlodar) |

|           |           |                    |
| Cañas 89’ | Marcatori | 10’ (rig.) Geynrih |

| Arbitro: | Izmailov (Taldıqorğan) |

|                                                      |           |                             |
| Jwkov 11’ Maksimović 41’ Jolşïyev 69’ Nöserbayev 82’ | Marcatori | 20’, 67’ Gohou 38’ Ïslamxan |

| Arbitro: | Vishnichenko (Qostanay) |

|                             |           |                |
| Muldarov 9’ Moldaqaraev 78’ | Marcatori | 70’ Maksimović |

| Arbitro: | Tevyashov (Oral) |

|                                                      |           |  |
| Şomko 28’ Nöserbayev 31’ Kéthévoama 58’ Jolşïyev 66’ | Marcatori |  |

| Arbitro: | Duzmambetov (Öskemen) |

|                |           |                                   |
| Despotović 30’ | Marcatori | 27’ Cañas 57’ Twumasi 86’ Şçetkïn |

#### Girone di ritorno
| Arbitro: | Abdullaev (Karatau) |

|                              |           |                           |
| Kéthévoama 4’ Nöserbayev 60’ | Marcatori | 3’ Dudčenko 90’ Ersalïmov |

| Arbitro: | Rakhimbayev (Almaty) |

|  |           |                                                     |
|  | Marcatori | 11’ Nöserbayev 14’ Twumasi 72’ Jolşïyev 90’ Şçetkïn |

| Astana 29 maggio 2015, ore 17:00 UTC+6 14ª giornata | Astana           | 0 – 0 referto | Atyrau | Astana Arena (2 500 spett.)\| Arbitro: \| Tevyashov (Oral) \| |
| Arbitro:                                            | Tevyashov (Oral) |               |        |                                                               |

| Aqtöbe 6 giugno 2015, ore 18:30 UTC+5 15ª giornata | Aqtöbe                 | 0 – 0 referto | Astana | Stadio Centrale (3 000 spett.)\| Arbitro: \| Izmailov (Taldıqorğan) \| |
| Arbitro:                                           | Izmailov (Taldıqorğan) |               |        |                                                                        |

| Arbitro: | Antonov (Pavlodar) |

|                                                     |           |                          |
| Nöserbayev 21’ Şçetkïn 62’ Jwkov 75’ Kéthévoama 87’ | Marcatori | 80’ (rig.) Dosmagambetov |

| Arbitro: | Abdanbayev (Taraz) |

|  |           |                  |
|  | Marcatori | 52’, 72’ Twumasi |

| Arbitro: | Kuchin (Karaganda) |

|                                 |           |  |
| Isael 45+1’ Ïslamxan 51’ (rig.) | Marcatori |  |

| Arbitro: | Karlibayev (Oral) |

|                                      |           |  |
| Rozıbakïev 26’ (aut.) Nöserbayev 48’ | Marcatori |  |

| Arbitro: | Chesnokov (Öskemen) |

|             |           |                |
| Bugaiov 12’ | Marcatori | 17’ Kéthévoama |

| Arbitro: | Sakhi (Qyzylorda) |

|                           |           |                 |
| Dedečko 5’ Maksimović 84’ | Marcatori | 75’ Galjakberov |

| Arbitro: | Abdanbayev (Taraz) |

|             |           |                    |
| Böleşev 48’ | Marcatori | 53’, 54’ Kabananga |

#### Poule scudetto
| Arbitro: | Aleshin (Pavlodar) |

|  |           |           |
|  | Marcatori | 81’ Cañas |

| Arbitro: | Duzmambetov (Öskemen) |

|                                                         |           |             |
| Cañas 13’ Beýsebekov 23’ Nöserbayev 73’ Kabananga 90+2’ | Marcatori | 30’ Aržanov |

| Arbitro: | Antonov (Pavlodar) |

|                               |           |                                            |
| Tuñğışbayev 10’ Junuzović 62’ | Marcatori | 31’ Mujïqov 56’ Kabananga 90+3’ Nöserbayev |

| Arbitro: | Abdanbayev (Taraz) |

|  |           |           |
|  | Marcatori | 58’ Isael |

| Arbitro: | Chesnokov (Öskemen) |

|                        |           |                |
| N'Diaye 5’ Fonseca 33’ | Marcatori | 51’ Maksimović |

| Arbitro: | Kuchin (Karaganda) |

|  |           |                |
|  | Marcatori | 80’ Nöserbayev |

| Arbitro: | Karlibayev (Oral) |

|                            |           |                 |
| Malyj 19’ (aut.) Cañas 58’ | Marcatori | 71’ Tuñğışbayev |

| Arbitro: | Aleshin (Pavlodar) |

|  |           |                  |
|  | Marcatori | 45+2’ Nöserbayev |

| Arbitro: | Abdanbayev (Taraz) |

|                |           |  |
| Nöserbayev 57’ | Marcatori |  |

| Arbitro: | Antonov (Pavlodar) |

|               |           |  |
| Kabananga 87’ | Marcatori |  |

### Coppa del Kazakistan
| Arbitro: | Sakhi (Qyzylorda) |

|                              |           |                              |
| Aubakirov 70’ Dyusembaev 89’ | Marcatori | 12’, 53’ Twumasi 36’ Şçetkïn |

| Arbitro: | Izmailov (Taldıqorğan) |

|               |           |                   |
| Junuzović 45’ | Marcatori | 69’, 110’ Twumasi |

| Arbitro: | Aleshin (Pavlodar) |

|  |           |                            |
|  | Marcatori | 19’ Jolşïyev 33’ Kwl'bekov |

| Arbitro: | Duzmambetov (Öskemen) |

|             |           |                |
| Twumasi 67’ | Marcatori | 40’ Xïjnïçenko |

| Arbitro: | Çakır |

|             |           |                     |
| Twumasi 28’ | Marcatori | 48’, 70’ Despotović |

### Champions League

#### Secondo turno
| Arbitro: | del Cerro Grande |

|          |           |  |
| Šuler 5’ | Marcatori |  |

| Arbitro: | Jaccottet |

|                                    |           |              |
| Jolşïyev 12’ Cañas 43’ Twumasi 58’ | Marcatori | 39’ Rajčevič |

#### Terzo turno
| Helsinki 29 luglio 2015, ore 19:00 UTC+3 Andata | HJK   | 0 – 0 referto | Astana | Sonera Stadium (9 788 spett.)\| Arbitro: \| Tudor \| |
| Arbitro:                                        | Tudor |               |        |                                                      |

| Arbitro: | Yefet |

|                                                        |           |                                      |
| Twumasi 44’ Cañas 47’ (rig.) Şomko 56’ Postnikov 90+3’ | Marcatori | 4’ Jallow 42’ Baah 86’ (rig.) Zeneli |

#### Play-off
| Arbitro: | Kassai |

|              |           |  |
| Jolşïyev 14’ | Marcatori |  |

| Arbitro: | Atkinson |

|            |           |                |
| Štilić 60’ | Marcatori | 84’ Maksimović |

#### Fase a gironi
| Arbitro: | Sidīropoulos |

|                          |           |  |
| Gaitán 51’ Mītroglou 62’ | Marcatori |  |

| Arbitro: | Strömbergsson |

|                                          |           |                                |
| Hakan Balta 77’ (aut.) Carole 89’ (aut.) | Marcatori | 31’ Bilal Kısa 86’ (aut.) Erić |

| Arbitro: | Kul'bakoŭ |

|                                                        |           |  |
| Saúl 23’ Martínez 29’ Ó. Torres 63’ Dedečko 89’ (aut.) | Marcatori |  |

| Astana 3 novembre 2015, ore 21:00 UTC+6 Gruppo C - 4ª giornata | Astana | 0 – 0 referto | Atlético Madrid | Astana Arena (29 231 spett.)\| Arbitro: \| Taylor \| |
| Arbitro:                                                       | Taylor |               |                 |                                                      |

| Arbitro: | Buquet |

|                        |           |                  |
| Twumasi 19’ Aničić 31’ | Marcatori | 40’, 72’ Jiménez |

| Arbitro: | Thomson |

|                 |           |             |
| Selçuk İnan 64’ | Marcatori | 62’ Twumasi |

### Supercoppa
| Arbitro: | Eriksson |

|                                                     |                      |                                                    |
| Şomko Aničić Cañas Qonısbayev Kéthévoama Beýsebekov | Tiri di rigore 3 – 2 | Darabayev Marković Riera Pliev Rudoselskiy Kalinin |

## Statistiche

### Statistiche di squadra
| Competizione                    | Punti | In casa | In casa | In casa | In casa | In casa | In casa | In trasferta | In trasferta | In trasferta | In trasferta | In trasferta | In trasferta | Totale | Totale | Totale | Totale | Totale | Totale | DR  |
| Competizione                    | Punti | G       | V       | N       | P       | Gf      | Gs      | G            | V            | N            | P            | Gf           | Gs           | G      | V      | N      | P      | Gf     | Gs     | DR  |
| ------------------------------- | ----- | ------- | ------- | ------- | ------- | ------- | ------- | ------------ | ------------ | ------------ | ------------ | ------------ | ------------ | ------ | ------ | ------ | ------ | ------ | ------ | --- |
| Prem'er Ligasy (regular season) | 43    | 11      | 7       | 4       | 0       | 23      | 9       | 11           | 5            | 3            | 3            | 17           | 10           | 22     | 12     | 7      | 3      | 40     | 19     | +21 |
| Prem'er Ligasy (poule scudetto) | 24    | 5       | 4       | 0       | 1       | 8       | 3       | 5            | 4            | 0            | 1            | 7            | 4            | 10     | 8      | 0      | 2      | 15     | 7      | +8  |
| Coppa del Kazakistan            | -     | 1       | 0       | 1       | 0       | 1       | 1       | 3            | 3            | 0            | 0            | 7            | 3            | 5      | 3      | 1      | 1      | 9      | 6      | +3  |
| Champions League                | 4     | 3       | 0       | 3       | 0       | 4       | 4       | 3            | 0            | 1            | 2            | 1            | 7            | 4      | 0      | 4      | 2      | 5      | 11     | -6  |
| Supercoppa del Kazakistan       | -     | 0       | 0       | 0       | 0       | 0       | 0       | 0            | 0            | 0            | 0            | 0            | 0            | 1      | 0      | 1      | 0      | 0      | 0      | 0   |
| Totale                          | 72    | 20      | 11      | 8       | 1       | 36      | 17      | 22           | 12           | 4            | 6            | 32           | 24           | 42     | 23     | 13     | 8      | 69     | 43     | +26 |

### Andamento in campionato
| Giornata  | 1 | 2 | 3 | 4 | 5 | 6 | 7 | 8 | 9 | 10 | 11 | 12 | 13 | 14 | 15 | 16 | 17 | 18 | 19 | 20 | 21 | 22 | 23 | 24 | 25 | 26 | 27 | 28 | 29 | 30 | 31 | 32 |
| --------- | - | - | - | - | - | - | - | - | - | -- | -- | -- | -- | -- | -- | -- | -- | -- | -- | -- | -- | -- | -- | -- | -- | -- | -- | -- | -- | -- | -- | -- |
| Luogo     | C | T | C | T | C | T | C | C | T | C  | T  | C  | T  | C  | T  | C  | T  | T  | C  | T  | C  | T  | T  | C  | T  | C  | T  | T  | C  | T  | C  | C  |
| Risultato | V | V | V | N | N | P | N | V | P | V  | V  | N  | V  | N  | N  | V  | V  | P  | V  | N  | V  | V  | V  | V  | V  | P  | P  | V  | V  | V  | V  | V  |
| Posizione | 2 | 1 | 1 | 1 | 1 | 3 | 4 | 1 | 4 | 3  | 2  | 4  | 2  | 2  | 5  | 3  | 2  | 3  | 3  | 3  | 3  | 3  | 1  | 1  | 2  | 2  | 2  | 2  | 2  | 2  | 1  | 1  |

Legenda:

Luogo: C = Casa; T = Trasferta. Risultato: V = Vittoria; N = Pareggio; P = Sconfitta.